# Collecte de fonds
 (septembre 2018).
 (mars 2010).
La collecte de fonds ou levée de fonds est une expression décrivant tous les outils et méthodes de transactions financières qui fait appel à un grand nombre de personnes pour financer un projet. Elle s'applique généralement à une organisation à but non lucratif ou à un parti politique.

## Historique
La collecte de fonds provient de la quête, qui est l'action de demander et de recueillir des aumônes pour les personnes pauvres ou pour des œuvres pieuses.
En France, les quêtes seraient aujourd'hui en fort recul[réf. nécessaire]. Plusieurs raisons pourraient l'expliquer :
- elles nécessitent un certain nombre d'autorisations administratives et judiciaires ;
- un fort contingent de militants est nécessaire pour pouvoir les mettre en œuvre ;
- elles ne donnent pas lieu à la délivrance du reçu exigé par l'administration pour bénéficier de la déduction fiscale ;
- elles ne peuvent concurrencer les nouveaux moyens de communication en termes de « puissance » de collecte,.* la faible valorisation du travail bénévole.

## Sources d'information

### Donateurs individuels
La base de donateurs (souvent appelée "fichiers de donateurs" ou simplement "électeurs") pour l'enseignement supérieur comprend les anciens élèves, les parents, les amis, les fondations privées et les entreprises,,. Les dons de biens ayant pris de la valeur sont des éléments importants de ces efforts, car les avantages fiscaux qu'ils procurent au donateur encouragent des dons de biens plus importants. Le processus d'obtention d'actifs appréciés est appelé donation planifiée. 
Un certain nombre d'associations caritatives et d'organisations à but non lucratif utilisent de plus en plus l'Internet comme moyen de collecte de fonds ; cette pratique est appelée collecte de fonds en ligne. En outre, le crowdfunding a commencé à être utilisé comme méthode pour attirer les donateurs avec de petits dons pour de petites opportunités spécifiques. 

### Testaments
Un legs est un don inscrit dans le testament du donateur, qui est exécuté à son décès. Ces dons peuvent être spécifiés dans le testament lui-même ou ajoutés en tant qu'addendum après l'homologation du testament principal. 

### Subventions d'agences, de fondations ou d'entreprises
Les organisations à but non lucratif collectent également des fonds en concourant pour l'obtention de subventions. Les subventions sont accordées par des unités gouvernementales et des fondations privées/caritatives à des organisations à but non lucratif au profit de toutes les parties à la transaction.

### Ventes et services
Si la collecte de fonds consiste souvent à faire un don pur et simple, il est également possible de collecter de l'argent par la vente d'un produit, ce que l'on appelle la collecte de fonds par produit. Vous verrez souvent des liens en ligne vers des ventes impulsives qui prétendent qu'une partie du produit de la vente sera reversée à une association caritative spécifique. La législation fiscale peut exiger une distinction entre la valeur de l'objet et la valeur du cadeau, par exemple un dîner de 10000 $ par personne pour un coût de 25,00 $.

## Les différentes techniques
De nos jours, il existe un nombre croissant de techniques pour collecter des fonds.
¨

### Conférences et évènementiel
Les tournées de conférences et/ou l'événementiel ont été utilisés pour la récolte de fonds, particulièrement dans l'aide humanitaire, ainsi dès 1930 Albert Schweitzer, prononce un cycle de conférences à l'université d'Uppsala, suivi par une tournée triomphale d'autres conférences et concerts à travers le pays,  dès les années 1960, Roger Riou emploie la même méthode.

### La collecte en ligne
De plus en plus de collectes s'effectuent en ligne, grâce à la technique du don en ligne. Le don en ligne, est un moyen de faire un don via Internet, typiquement par carte bancaire. Ce modèle est basé sur trois acteurs : l’association bénéficiaire du don, le donateur et une plateforme qui met en relation les deux acteurs précédents. Le don en ligne est une nouvelle forme de collecte de fonds pour les associations, apparue dans les années 2000, qui diminue sensiblement les coûts de collecte des associations. Il permet également d’aller plus loin que la simple levée de fonds, et constitue un moyen de fédérer une communauté d'internautes.

### La télévision et les grands médias
La télévision et les grands médias ont pris une grande importance dans les politiques de développement des grandes associations. « Il n'y a plus d'indignation sans image… et l'indignation fonde l'action humanitaire et caritative. Les médias financent l'action caritative, alors que l'action est à son tour matière médiatique »[réf. incomplète].
C'est la télévision qui a créé l'événement en 1987, en portant au premier plan l'Association des Myopathes de France, grâce au Téléthon (cent millions d’euros en à peine plus de vingt-quatre heures, en 2007).
De plus en plus d'organisations font appel aux grands médias, soit pour collecter directement des fonds, soit pour « dynamiser » leurs opérations de publipostage. Malgré leur coût prohibitif pour de petites associations, les spots de publicité ou de marketing direct apportent un soutien essentiel aux campagnes de collecte de fonds, notamment pour convaincre des publics de prospects.[réf. nécessaire]

### Le mécénat philanthropique
Le financement des associations par les entreprises est devenu un phénomène majeur en France (2,5 milliards d’euros de mécénat déclarés en 2008 par les entreprises françaises)[réf. incomplète].

### Le marketing direct
Les techniques de marketing direct ont été transposées dans le monde associatif. Ce serait cette adéquation de l'approche marketing direct à la collecte de fonds qui en aurait facilité l'adoption par les associations au milieu des années 1970. Les résultats obtenus par l'utilisation intensive des techniques du marketing direct ont déclenché un intérêt de plus en plus grand de la part des associations. Alors qu'elles n'étaient que quelques dizaines à utiliser les grands médias du marketing direct en 1975, plusieurs centaines d'entre elles les utilisent communément aujourd'hui.[réf. nécessaire]
Dans le cas particulier des associations, le marketing direct renforce l'anonymat et l'intimité du don, mais il peut être aussi un instrument de développement de la notoriété et de l'image.

### Prélèvements automatiques etstreet fundraising
De nombreuses associations ont transformé leur collecte ponctuelle en collecte par prélèvements automatiques à la suite de « Médecins sans Frontières ». Cette progression est comparable à celle issue d’une autre forme de collecte de fonds, introduite en France au début du XXIe siècle, le « street fundraising ».[réf. nécessaire]

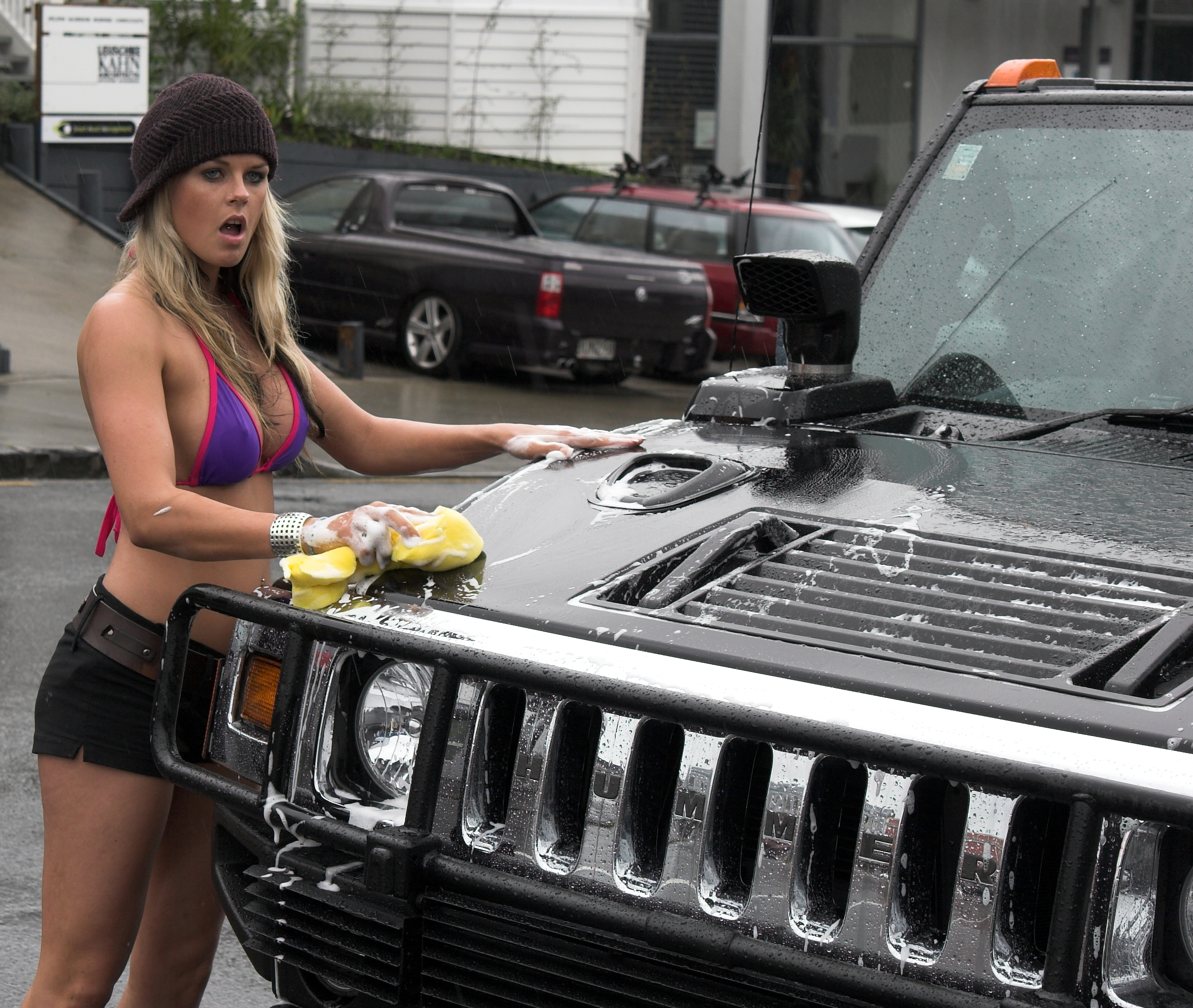
Collecte de fonds par le lavage de véhicules en bikini, ici en Nouvelle-Zélande.

Le street fundraising est le recrutement de nouveaux donateurs dans les lieux publics, en allant au-devant d’eux pour leur présenter l’association et proposer de soutenir son action avec les dons assurés par prélèvement automatique. À la différence de la quête, il ne collecte pas d'argent liquide ou de chèque. Il s'agit la plupart du temps de promesse de dons. Le street fundraising a pour objectif d'instaurer un dialogue, de créer un lien, avec des donateurs, souvent plus jeunes, impliqués et fidèles.

### Les grands donateurs
Les stratégies de recherche de grands dons sont mises en œuvre dans les associations par écrémage des fichiers en travaillant de manière plus personnalisée les segments de donateurs les plus généreux. Ici, comme ailleurs, la règle des 20 % de donateurs qui font les 80 % de la masse des dons existent aussi. Ce qui n'est, par contre, pas très opératoire est de fonder une stratégie de collecte de fonds uniquement sur les major gifts.
Depuis 1er août 2007, la loi Pécresse sur l’autonomie des universités, autorisant la création de fondations partenariales et des fondations d’universités sans personnalité morale, lance le mouvement de la recherche de fonds privés pour des grandes écoles et les universités à l’instar de leurs cousines anglo-saxonnes.

## Critiques
Les communiqués de presse des levées de fonds par les start-up sont devenus incontournable dans leur stratégie de communication, jusqu'à l'excès. C'est devenu un « indicateur de réussite ». Pourtant, une étude de la banque Avolta Partners montre l'écart entre ces annonces et les réalités des assemblées générales de ces entreprises. Régulièrement, plusieurs stratagèmes sont utilisés pour gonfler le montant des levées de fonds comme l'addition de la levée avec celle de l'année précédente, l'addition au sein de l'annonce de la somme comprenant la levée de fonds mais aussi les emprunts bancaires, les subventions ; le tout avec des méthodes d'arrondi au million supérieur. De plus, les communiqués de presse font rarement la différence entre les achats de parts d'actionnaires (n'allant pas à l'entreprise) et les liquidités versées, globalisant les sommes. Certaines entreprises vont même jusqu'à produire deux plans de développement (un pour l'interne, un pour les investisseurs) ou une comptabilité faussée, à l'exemple de WeWork jusqu'en 2019. Tout cela entraîne une survalorisation où la simple notion de rentabilité est oubliée.